# 泰伦提乌斯
泰伦提乌斯（拉丁語：Publius Terentius Afer，公元前195/185年－公元前159/161年）是一位罗马共和国时期的剧作家。柏柏尔人后裔。他的喜剧在公元前170–公元前160首次得以演出。
泰伦提乌斯主要以喜剧知名。生于迦太基，少年时在罗马元老院议员太伦图斯家作奴隶。因聪慧而被释放。后受教育，努力学习写普拉图斯式的喜剧。开始被歧视，后因所写喜剧切中时弊，被人们欢迎。据说他曾译米南德喜剧百种。从希腊返罗马时，遇风暴船沉溺死，所译剧本也全部丧失。他的作品对莫里哀的喜剧创作和十八世纪欧洲喜剧作家有一定影响。

## 作品
泰伦提乌斯现存剧六种，有《婆母》、《两兄弟》、《福尔弥昂》、《安德罗斯女子》等多部诗剧传世。代表作有《婆母》和《两兄弟》。